# Springwood (Nouvelle-Galles du Sud)
Springwood (8 210 habitants) est la deuxième plus importante ville (town) de la Ville de Blue Mountains dans l'État de Nouvelle-Galles du Sud en Australie. Elle est située à 72 kilomètres à l'ouest de Sydney.
La ville est située au cœur du Parc national des Montagnes Bleues et, comme la plupart des villes des environs, placée sur une crête étroite entre deux gorges. La gare ferroviaire de la ville se trouve entre Valley Heights et Faulconbridge sur la ligne de chemin de fer des Blue Mountains.

## Personnalités
- Dorothy Hewett (1923-2002), poétesse, romancière et dramaturge, morte à Springwood.